# Jan Brosens
Jan F. Brosens was een Belgisch politicus voor de Katholieke Partij en vervolgens de lokale kieslijst Gemeentebelangen.

## Levensloop
Brosens volgde in 1933 Renaat Van Den Kieboom op als burgemeester van Hoogstraten.  Eveneens in 1933 had hij (samen met Piet Gommers en Aloïs Bruurs) de Sint-Jorisgilde heropgericht.
In aanloop naar de gemeenteraadsverkiezingen van 1938 ontstond er onenigheid binnen de Hoogstraatse Katholieke Partij. Tot voor deze verkiezingen was er steeds een katholieke eenheidslijst geweest, wat verkiezingen overbodig maakte. Brosens kwam vervolgens met een eigen kieslijst op:  Gemeentebelangen (waarop ook Piet Gommers stond). Lijsttrekker op de reguliere katholieke kieslijst was Antoon Brosens, zoon van oud-burgemeester Hendrik Brosens. De scheurlijst van Jan Brosens wist evenwel de verkiezingen te winnen en hij verlengde zijn burgemeestersmandaat.
Op 21 mei 1941 volgde Gommers (die zich kort daarvoor had aangesloten bij het VNV) - naar aanleiding van de door de Duitsers ingestelde (en door de  secretaris-generaal van het Ministerie van Binnenlandse Zaken en Volksgezondheid Gérard Romsée gesteunde) ouderdomsverordening (überalterungsverordnung) van 7 maart 1941 - Brosens op als burgemeester.